# 3'非轉譯區

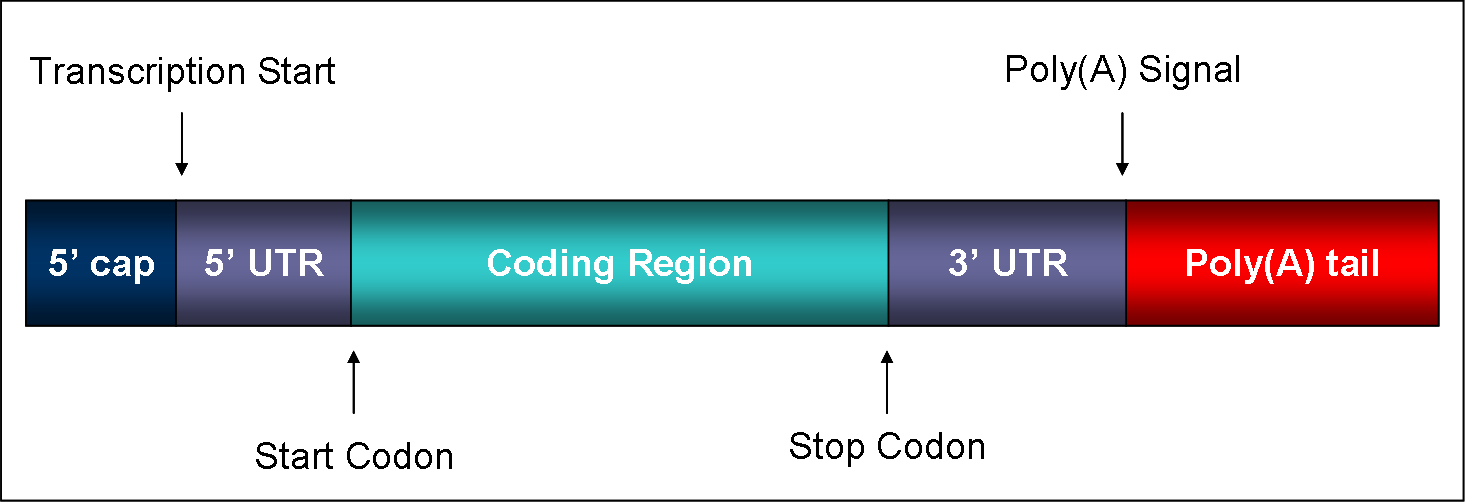
成熟mRNA包含5′端帽、5′非轉譯區、編碼區、3'非轉譯區與多聚腺苷酸尾等序列

3'非轉譯區（英語：three prime untranslated region）簡稱3'-UTR，是信使核糖核酸（mRNA）中，緊接在編碼區之後的序列。mRNA上除了可以轉譯成蛋白質的序列外，還有一些不被轉譯的序列，如5端（5'）的5′端帽與5′非轉譯區（5'-UTR），以及3端（3'）的3′非轉譯區（3'-UTR）與多聚腺苷酸尾。3'-UTR上含有AAUAAA的序列，可被特定蛋白識別，以啟動多腺苷酸化，即切割mRNA，並於切割位點的3端加上約250個單磷酸腺苷，即多聚腺苷酸尾。
3'-UTR的序列、長度與二級結構均可能與後轉錄調控有關，可影響mRNA的多腺苷酸化、轉譯的效率、mRNA在細胞中的位置與mRNA的穩定度等，以多種機制調控mRNA的轉譯。有些3'-UTR可被特定的小分子核糖核酸（miRNA）結合，後者可藉由抑制mRNA的轉譯或將mRNA降解以抑制其表現，有些3'-UTR則含有沉默子，可與特定蛋白質結合而抑制轉譯。另外許多mRNA的3'-UTR上含有可促進或抑制mRNA降解的序列，如多腺嘌呤－尿嘧啶序列（ARE）、铁反应原件（IRE）等。許多3'-UTR上的突變與特定疾病有關。

## 序列
哺乳動物基因組中，3'-UTR的長度的變異很大，可短至60個、長至4000個核苷酸，人類的3'-UTR平均有800個核苷酸，5'-UTR則平均只有200個核苷酸。3'-UTR較長的mRNA轉譯的蛋白質含量通常較少，可能是較長的3'-UTR常含有較多的能抑制轉譯的miRNA結合位點所致。另外組成5'-UTR與3'-UTR的核苷酸比例也有所不同，恆溫動物5'-UTR的GC含量約為60%，3'-UTR的GC含量則僅約45%，且GC含量較高的UTR通常長度較GC含量較低者長。
3'-UTR的序列可能會影響mRNA的穩定度。多腺嘌呤－尿嘧啶序列（ARE）即為一例，ARE長50-150個核苷酸，且常包含重複的AUUUA序列，可介導mRNA的降解。鐵反應元件（IRE）則在5'-UTR與3'-UTR中皆有，其結構為一莖環，可與鐵反應元件結合蛋白（IBP）結合，對mRNA的影響則端視IRE的位置而定：當IRE位於5'-UTR時，IBP的結合會抑制轉譯的起始；當IRE位於3'-UTR時，IBP的結合則會避免mRNA被降解，增加其穩定性。